# Veresmarti Illés
Veresmarti Illés (Vörösmart, ? – Hercegszőlős, 1589) református lelkész, a Dunamelléki Református Egyházkerület püspöke 1572-től haláláig.

## Élete
Előbb Laskón, majd Hercegszőlősön lelkészkedett. 1566-ban mint az alsóbaranyai egyházmegye esperese, viszályba keveredett a tolnaival. 1572-ben püspökévé választotta az alsódunamelléki egyházkerület. Fontos szerepe volt a nagyharsányi két hitvitában, melyek közül az 1574 második felében tartottból kifolyólag részt kellett vennie a budaiban is, s ennek eredményéül alig bírt megmenekülni a halálbüntetéstől. Az 1576-i nevezetes hercegszőlősi zsinat az ő vezetése mellett fogadta el a régebbi baranyaiból egészen református szelleművé alakított kánonoskönyvet.
Könyvet is írt „a Fiú Isten megoltalmazására”, melynek csak pár részletéről maradt emlékezés, de még nyomtatási helye és ideje sincs tudva, csak az, hogy Decsi Gáspár írt hozzá előszót. – Egyik fia, Hercegszőlősi Gáspár szintén viselt püspökséget.